# Stemodia tephropelina
Stemodia tephropelina är en grobladsväxtart som beskrevs av W.R. Barker. Stemodia tephropelina ingår i släktet Stemodia och familjen grobladsväxter. Inga underarter finns listade i Catalogue of Life.